# Thrombopénie néonatale par allo-immunisation fœtomaternelle
 Mise en garde médicale
La thrombopénie néonatale par allo-immunisation fœtomaternelle (TNAF) est le résultat d'une immunisation maternelle contre les plaquettes fœtales portant des antigènes d'origine paternelle non présents chez la mère. À la différence de l'iso-immunisation rhésus, elle peut survenir dès la première grossesse. Les manifestations vont d'une thrombopénie légère jusqu'à des saignements menaçant la vie du nouveau-né. Les nouveau-nés les plus atteints auront des pétéchies, un purpura ou un céphalhématome à la naissance avec un risque majeur d'hémorragie cérébrale (atteignant 20 % de ces nouveau-nés) pouvant entraîner le décès de l'enfant ou laisser des séquelles neurologiques graves.
Le diagnostic est fait le plus souvent à la naissance. En cas de suspicion, il faut tout de suite traiter le nouveau-né par des transfusions plaquettaires sans attendre la confirmation biologique surtout en cas de sévère thrombopénie. Cette attitude est la seule à pouvoir réduire la mortalité et la morbidité de cette pathologie.
En raison du haut risque de récidive et de l'augmentation de la gravité au cours des grossesses successives, un traitement anténatal peut être proposée. Cependant, la gestion de ces grossesses à haut risque est encore sujet à controverse.

## Définition
La thrombopénie néonatale par allo-immunisation fœtomaternelle est le résultat de la destruction des plaquettes fœtales par les immunoglobulines de type G dirigées contre les antigènes plaquettaires (HPA, pour « Human Platelet Antigen ») d'origine paternelle et absents chez la mère. Il existe une trentaine de types différents d'HPA, dont le Bra et le Zwa, avec une signification pronostique différente. Ainsi la présence d'anticorps anti β3 intégrine est plus péjorative en termes de saignement intracrânien, probablement par apoptose des cellules endothéliales et par déficit de l'angiogenèse. Les anticorps anti HPA-1a et HPA-3a sont liés aux manifestations les plus sévères tandis que les anticorps HPA-5b sont liés aux manifestations les moins sévères.
Le nouveau-né, en bonne santé par ailleurs, présente une thrombopénie avec un purpura ou des pétéchies survenant tout de suite ou quelques heures après la naissance. L'interrogatoire de la mère ne retrouve aucune prise de médicament ou de drogue. il n'existe pas d'antécédent de maladie auto-immune ou de thrombopénie. le nouveau-né ne présente pas de signe d'infection ou de malformation.

## Épidémiologie
L'incidence de cette maladie est d'environ 1 sur 800 à 1 000 naissances, constituant la cause cause la plus fréquence des thrombopénies néonatale.

## Description clinique
La thrombopénie néonatale par allo-immunisation fœtomaternelle est la cause la plus grave de thrombopénie chez le fœtus et le nouveau-né. Cette maladie peut se manifester dès 20 semaines de grossesse. La moitié des hémorragies cérébrales par thrombopénie néonatale par allo-immunisation fœtomaternelle se manifeste in utero. Par conséquent devant toute ventriculomégalie, porencéphalie et bien entendu hémorragie cérébrale découverte chez un fœtus au cours d'une échographie, une thrombopénie néonatale par allo-immunisation fœtomaternelle doit être suspectée. Le purpura et les pétéchies sont les manifestations cliniques les plus fréquentes. Les saignements viscéraux sont rares. L'hémorragie cérébrale survient souvent au cours du deuxième trimestre de grossesse.
En cas de thrombopénie moyenne, il peut avoir aucune manifestation clinique.

## Causes
La thrombopénie néonatale par allo-immunisation fœtomaternelle est le résultat d'un conflit entre les antigènes plaquettaires de fœtus et des anticorps maternels. Le mécanisme exact de l'immunisation maternelle est inconnu.
Les anticorps maternels traversent la barrière placentaire dès 14 semaines et les antigènes fœtaux s'expriment dès 18 semaines. Dans ces conditions, une thrombopénie néonatale par allo-immunisation fœtomaternelle peut survenir très tôt et il n'existe pas de correction spontanée.
Depuis l'adoption en 1990 de la nomenclature des antigènes plaquettaires, le typage de cette pathologie en fonction des anticorps plaquettaires est possible. Ainsi les 4/5 ième sont des anticorps Zwa, le restant étant dirigés contre le Bra.

## Étapes du diagnostic
La première étape est de confirmer la thrombopénie isolée du nouveau-né et l'absence de thrombopénie chez la mère.
Le diagnostic biologique nécessite la détection de l'identification des anticorps anti-plaquettaires maternelles avec détermination des phénotypes et génotypes plaquettaires des deux parents.La recherche des anticorps anti-plaquettaires nécessite une expertise ne devant pas retarder la mise en route du traitement en cas de suspicion de thrombopénie par allo-immunisation fœtomaternelle. Le diagnostic est certain s'il existe une correspondance entre les anticorps maternels et les antigènes du nouveau-né.

## Conseil génétique
Le risque de récurrence est important et la sévérité de l'atteinte est croissante. Le risque dépend du caractère homozygote ou hétérozygote des antigènes paternels. En cas d'hétérozygotie ou de paternité incertaine, le génotype plaquettaire fœtal doit être déterminé par biologie moléculaire.
Le génotype plaquettaire peut être proposé aux sœurs d'une femme atteinte par cette pathologie.

## Diagnostic anténatal
Chez les femmes à risque de mettre au monde un fœtus porteur d'une thrombopénie par allo-immunisation fœtomaternelle, le génotype plaquettaire peut être réalisé par amniocentèse ou prélèvement de villosité choriale. Cette maladie peut aussi se manifester par un hydrops fœtal ou même être responsable d'avortements spontanés à répétition.
Une découverte fortuite d'une thrombopénie lors d'une ponction de sang fœtal doit faire éliminer une contamination par du liquide amniotique. Les autres causes de thrombopénie doivent être éliminées. Une thrombopénie sévère est souvent évocatrice d'allo-immunisation.

## Prise en charge des grossesses
Le dosage des plaquettes fœtale nécessite le recours à des techniques invasives donc non dénuées de risque. Le titrage des anticorps anti-PHA maternels a été proposé pour la surveillance de l'allo-immunisation fœtomaternelle, son taux étant corrélé avec la gravité de la maladie. Ils sont présents dans 10 % des femmes HPA 1 négative, ces dernières comptant pour environ 2 % de la population générale. Cette technique nécessite cependant des critères stricts.
Aucune étude ne permet de recommander une attitude thérapeutique plus qu'une autre. Des injections d'immunoglobulines à fortes doses associées à des corticoïdes sont souvent effectuées en première intention. En cas d'échec, des transfusions de plaquettes sont le dernier recours. On préfère souvent effectuer une césarienne pour extraire le fœtus de son environnement.

## Prise en charge du nouveau-né
Le nouveau-né subit une prise de sang dès la naissance,parfois par prélèvement du sang directement au cordon, puis quotidiennement, pour un dosage plaquettaire du nouveau-né jusqu'à ce que la numération plaquettaire de celui-ci atteignent un minima vital de 80 000 plaquettes le mettant hors de danger.
Le nouveau-né peut recevoir des perfusions d'immunoglobulines et des transfusions de plaquettes en néonatalogie pour l'aider à éliminer les anticorps maternels et dépasser un seuil critique de 2000 plaquettes. L'association avec des corticoïdes semble bénéfique.
Le nourrisson est considéré hors de danger quand il parvient à atteindre un seuil de 80 000 plaquettes sur plusieurs jours.
Les anticorps maternels disparaissent au bout de quelques semaines mettant hors de danger l'enfant.